# ジル・ヘザリントン
ジル・ヘザリントン（Jill Hetherington, 1964年10月27日 - ）は、カナダ・オンタリオ州ブランプトン出身の元女子プロテニス選手。1980年代後半から1990年代前半にかけて、ダブルスのスペシャリストとして活動した。彼女はパティ・フェンディック（アメリカ）と組んで1988年全米オープンと1989年全豪オープン女子ダブルス準優勝があり、1995年全仏オープンの混合ダブルス準優勝もあった。自己最高ランキングはシングルス64位、ダブルス6位。WTAツアーでシングルス1勝、ダブルス14勝を挙げた。

## 来歴
ヘザリントンはジュニア時代からパティ・フェンディックとダブルスのパートナーを組むことが多く、1983年に彼女とのペアで「オレンジボウル選手権」（ジュニアテニス選手の登龍門として有名な大会）の18歳女子ダブルス部門で優勝した。同年にプロ入りし、すぐに7月の「USTAペンシルベニア選手権」で女子ツアーのダブルス初優勝を果たすと、女子テニス国別対抗戦・フェデレーションカップのカナダ代表選手にも選ばれた。1984年全仏オープンで4大大会に初出場。1988年がヘザリントンのテニス経歴でも最も好調だった年で、2月第2週にニュージーランド・ウェリントンの「ファーンリーフ・クラシック」でシングルス初優勝を達成し、ダブルスで年間5勝を記録した。1988年全米オープンで、ヘザリントンは4大大会シングルスの自己最高成績を出し、ジーナ・ガリソンとの3回戦に進出した。同大会の女子ダブルスで、ヘザリントンとフェンディックのペアは初めて4大大会女子ダブルス決勝戦の舞台を踏む。準決勝でシュテフィ・グラフ＆ガブリエラ・サバティーニ組を 6-4, 7-6 で破った2人は、初進出の決勝でジジ・フェルナンデス＆ロビン・ホワイト組に 4-6, 1-6 で敗れ、初優勝を逃した。全米オープン終了後、ヘザリントンはソウル五輪にカナダ代表選手として出場した。このソウル五輪は、オリンピックのテニス競技にプロ選手の出場を認めた歴史的な大会である。彼女はシングルス・ダブルスの両方にエントリーしたが、シングルスは2回戦でアメリカ代表のパム・シュライバーに敗れ、カーリン・バセット＝セグソと組んだ女子ダブルスも2回戦で西ドイツ代表のシュテフィ・グラフ＆クラウディア・コーデ＝キルシュ組に敗れた。
1989年の全豪オープンで、ヘザリントンとフェンディックは2大会連続でグランドスラムの女子ダブルス決勝に進んだが、マルチナ・ナブラチロワ＆パム・シュライバー組に 6-3, 3-6, 2-6 の逆転で敗れた。ナブラチロワとシュライバーは、全豪オープン女子ダブルスで1982年から連続優勝を続け、（同オープンの会場移転で実施されなかった1986年をはさんで）7連覇を達成したが、最後に敗れたのがヘザリントン＆フェンディック組である。1989年4月、ジル・ヘザリントンはエリザベス・スマイリーとのペアで日本のジャパン・オープン女子ダブルス優勝を果たした。この年の女子テニス年間最終戦「バージニア・スリムズ選手権」を最後に、ヘザリントンとフェンディックはペアを解消した。
フェンディックとのペアを解消した後、ヘザリントンはいろいろな選手たちとのコンビネーションを試したが、1991年から大半のトーナメントでキャシー・リナルディ（アメリカ）と組むようになった。1991年全豪オープン女子ダブルスで、ヘザリントンはリナルディとのコンビで勝ち進んだが、準決勝で第1シードのジジ・フェルナンデス＆ヤナ・ノボトナ組に敗れ、2年ぶりの決勝戦には届かなかった。リナルディとのコンビでは、優勝2大会・準優勝10大会の成績を残している。ヘザリントンは1994年を最後にシングルスから撤退し、最後の3年間はダブルスに活動を絞った。1996年までカナダ代表選手を続けたフェデレーションカップでも、1991年以後はシングルス戦に出場せず、ダブルス戦のみに出場している。
シングルスから撤退した後の1995年全仏オープンで、ヘザリントンは混合ダブルスで準優勝し、ここで4大大会最後の活躍を見せた。ジョン・ラフニー・デ・ヤーガー（南アフリカ）とペアを組んだ彼女は、決勝でマーク・ウッドフォード（オーストラリア）＆ラリサ・ネーランド（ラトビア）組に 6-7, 6-7 で敗れ、2セット連続でタイブレークを失った。1996年アトランタ五輪で2度目のオリンピックに出場した時は、パトリシア・ヒー＝ブーレと組んだ女子ダブルスでベスト8に勝ち進んだ。彼女の現役最後の試合は、1997年全米オープンの女子ダブルスであった。最後の大会ではリナルディとペアを組み、1回戦でビーナスとセリーナのウィリアムズ姉妹組に勝った後、続く2回戦でリサ・レイモンド＆レネ・スタブス組に 1-6, 7-5, 3-6 で敗れた。こうして、ジル・ヘザリントンはダブルス選手としての15年間の選手経歴を終えたのである。